# トゥアモトゥ諸島

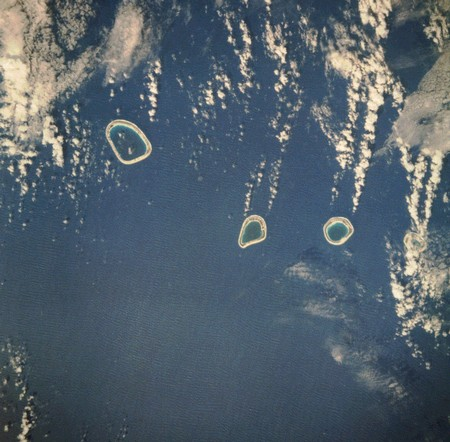
トゥアモトゥ諸島南東部の衛星写真（左からマトゥレイヴァヴァオ環礁、テナルンガ環礁、ヴァハンガ環礁、テナラロ環礁）(下側が北)

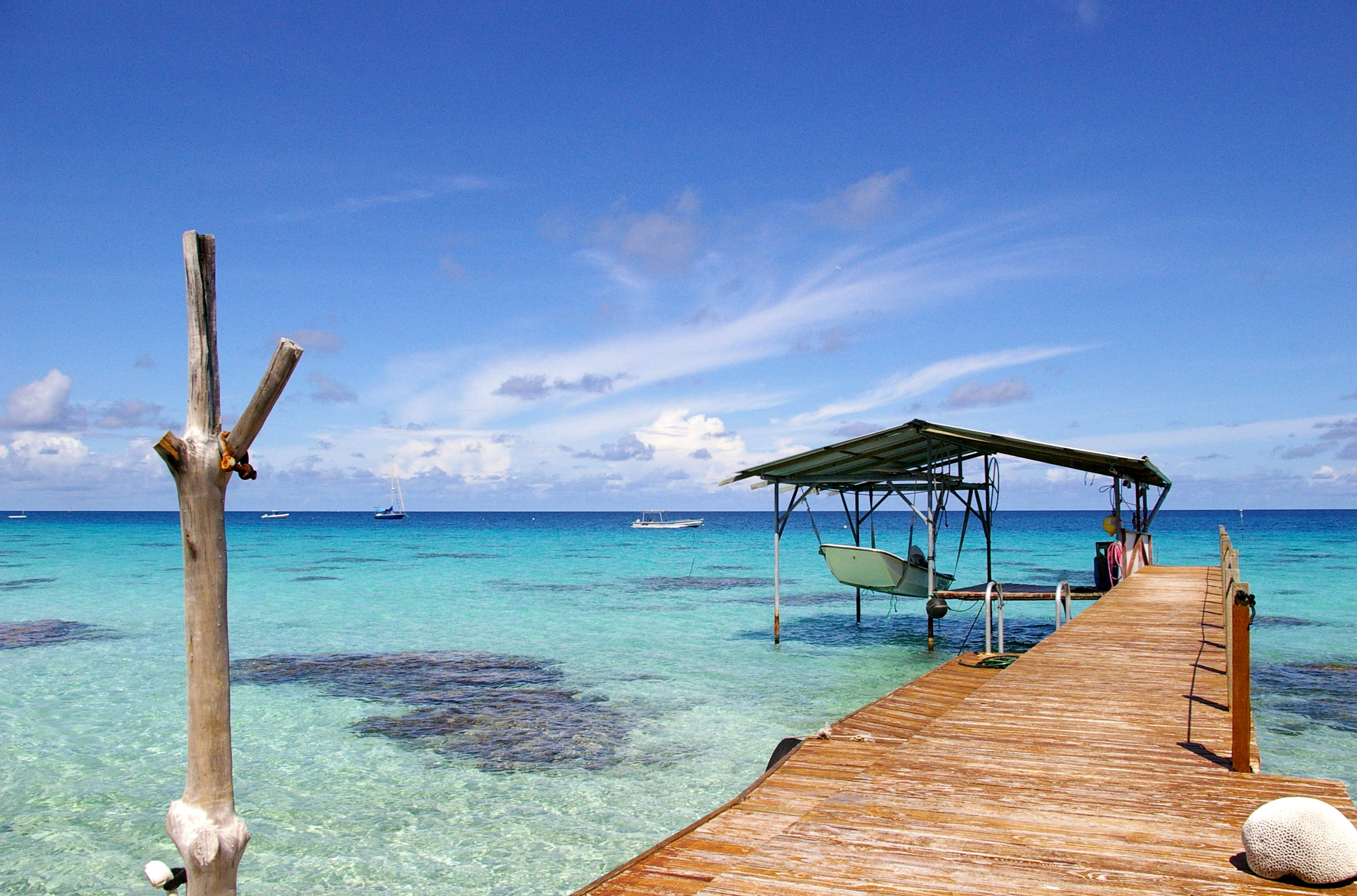
ファカラヴァのラグーン内側の景色。
ロトアヴァ村近くの桟橋から。

トゥアモトゥ諸島（トゥアモトゥしょとう、 the Tuamotu Archipelagoまたはthe Tuamotu Islands）は、南太平洋にあるフランス領ポリネシアに属する諸島である。ツアモツ諸島とも書く。
かつてはパウモトゥ諸島とも呼ばれていた。群島や環礁群と表記される場合もある
78以上の環礁は総面積約857km2にもなり、世界で最も環礁数が多い地域である。
2002年の調査では、ガンビエ諸島を含むトゥアモトゥ諸島の人口は15,862人であった。

## 概要
現在、トゥアモトゥ諸島における主な産業は黒真珠の養殖とコプラの生産にある。島における農業は、原則、自給自足である。近隣のソシエテ諸島と比較して、観光収入は乏しく、マニヒ環礁、ランギロア環礁、ファカラヴァ環礁等でスキューバダイビングやシュノーケリングが行われている程度である。

## 名称問題
かつてこのトゥアモトゥ諸島は複数の名称で呼ばれていた。フランス語表記では「Touamotou」、ポリネシア語では「Pōmotu」、「Pau Motu」（pau: 「服従する」、motu: 「島々」）であった。Pau Motuという名は、タヒチ島等のソシエテ諸島からみた服従関係を基にした呼称であり、20世紀半ばからは島民がその名を避けて「遠く離れた(=tua)島々(=motu)」と呼ぶようになった。現在でも島民が用いる言語については、パウモトゥ語、トゥアモトゥ語の両方の呼び名が用いられている。
1850年から1851年にかけてパペーテの議会で提案された「トゥアモトゥ（Tuamotu；遠くの島々）」という名称が、最終的に1852年にフランスの保護領によって正式に採用された。これらの環礁は1880年にフランスによって併合された。

## トゥアモトゥ諸島の石斧
クイーンズランド大学の環境学者であるらケネス・コラーソンらの研究によると、トゥアモトゥ諸島で収集された古代の石斧のうち少なくとも一つは、ハワイ諸島カホオラウェ島の西側、ケアライカヒキ海峡に面した地域の火成岩を用いているとのことである。これはすなわち、古代にはタヒチやマルケサス諸島からハワイに向けての航海だけでなく、ハワイ諸島から現在の仏領ポリネシアへの航海も行われていたという証拠である。

## トゥアモトゥ諸島の島

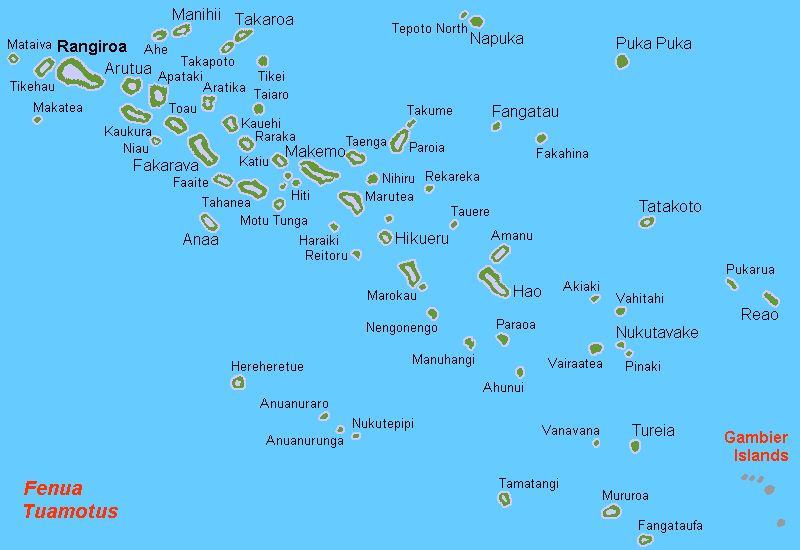
トゥアモトゥ諸島の地図
東西1300km、南北1000kmの範囲を描いたもの

北西から南東方向へ (空港がある場合は括弧内に記載)。諸島の分け方は資料により異なる場合がある。
- パリサー諸島（英語版）
  - マタイヴァ環礁 （マタイヴァ空港）
  - ティケハウ環礁 （ティケハウ空港）
  - マカテア島
  - ランギロア環礁 - 世界で二番目に大きな環礁 (ランギロア空港)
  - アルトゥア環礁（アルトゥア空港）
  - カウクラ環礁（カウクラ空港）
  - アパタキ環礁（アパタキ空港）
  - トアウ環礁
  - ニアウ環礁（ニアウ空港）
  - ファカラヴァ環礁（ファカラヴァ空港）

- キングジョージ諸島（英語版）
  - アヘ環礁 （アヘ空港）
  - マニヒ環礁 - 黒真珠の産地（マニヒ空港）
  - タカロア環礁（タカロア空港）
  - タカポト環礁（タカポト空港）
  - ティケイ環礁

- レフスキー諸島（英語版）
  - アラキタ環礁
  - カウエヒ環礁
  - タイアロ環礁
  - ララカ環礁
  - ファアイテ環礁 （ファアイテ空港）
  - アナア環礁（アナア空港）
  - カティウ環礁（カティウ空港）
  - タハネア環礁
  - マケモ環礁（マケモ空港）
  - トゥアナケ環礁
  - ヒティ環礁
  - テポトサッド（テポト南）環礁
  - モトゥトゥンガ環礁
  - タエンガ環礁
  - タクメ環礁 （タクメ空港）
  - ラロイア環礁 （ラロイア空港）
  - ニヒル環礁
  - マルテアノール（マルテア北）環礁
  - ハライキ環礁

- ディサポントメント諸島（失望諸島）（英語版）
  - テポトノール（テポト北）島
  - ナプカ環礁（テプカマルイア環礁）（ナプカ空港）
  - プカプカ環礁（プカプカ空港）

- ファンガタウ環礁（ファンガタウ空港）
- ファカヒナ環礁（ファカヒナ空港）

- ヒクレル諸島
  - テココタ環礁
  - ヒクエル環礁（ヒクエル空港）
  - レイトル環礁
  - マロカウ環礁
  - ラヴァヘレ環礁

- ハオ諸島
  - レカレカ環礁（テフアタ環礁）
  - タウエレ環礁
  - アマヌ環礁
  - ハオ環礁 （ハオ空港）
  - ネンゴネンゴ環礁（ネンゴネンゴ空港）
  - マヌハンギ環礁
  - パラオア環礁
  - アフヌイ環礁

- グロスター公爵諸島（英語版）
  - アヌアヌラロ環礁
  - アヌアヌルンガ環礁
  - ヘレヘレトゥエ環礁
  - ヌクテピピ環礁（ヌクテピピ空港）

- タタコト環礁（タタコト空港）
- アキアキ環礁
- ヴァヒタヒ環礁（ヴァヒタヒ空港）
- ヴァイラアテア環礁
- プカルア環礁（プカルア空港）
- レアオ環礁（レアオ空港）
- ヌクタヴァケ環礁（ヌクタバケ空港）
- ピナキ環礁
- テマタンギ環礁
- ヴァナヴァナ環礁
- トゥレイア環礁（パパヘナ環礁）（トゥレイア空港）
- ファンガタウファ環礁- 1966年から1996年までに193回の核実験が行われた。
- ムルロア環礁 （ムルロア空港）- 1966年から1996年までに193回の核実験が行われた。

- アクテオン諸島（英語版）
  - テナラロ環礁
  - ヴァハンガ環礁
  - テナルンガ環礁
  - マトゥレイヴァヴァオ環礁
- マリア環礁（東マリア環礁）（アクテオン諸島に含める場合がある）
- マルテア-スッド（南）環礁（マルテア空港）（アクテオン諸島に含める場合がある）

ガンビエ諸島は通常、トゥアモトゥ諸島とは別の諸島として扱われる。フランス領ポリネシアの行政区画ではトゥアモトゥ・ガンビエ諸島（subdivision administrative des Tuamotu-Gambier）とされている。
外ガンビエ諸島はガンビエ環礁(諸島)の周囲 （モラネ島は東、テモエ島は南東）にあり、領海は隣接している。両者を合わせて広義のガンビエ諸島とする場合もある。
- ガンビエ諸島
  - マンガレヴァ諸島（狭義のガンビエ諸島。マンガレヴァ島を主島とする堡礁の島々）
    - マンガレヴァ島
    - トテゲギエ島（トテゲギエ空港）
    - タラバイ島
    - アンガカウイタイ島
    - アカマル島
    - アウケナ島
    - カマカ島
    - コウアク島
    - マカプ島
    - マカロア島
    - マヌイ島
    - メキロ島
    - パプリ島
    - プアウム島
    - トコルア島

  - 外ガンビエ諸島
    - テモエ島
    - モラネ島